# Medaliści mistrzostw Polski seniorów w biegu 6-godzinnym
Medaliści mistrzostw Polski seniorów w biegu 6-godzinnym – zdobywcy medali seniorskich mistrzostw Polski w konkurencji biegu 6-godzinnego.
Bieg 6-godzinny mężczyzn w randze mistrzostw Polski rozgrywany jest od 2022 roku.
Aktualny rekord mistrzostw Polski seniorów w biegu 6-godzinnym wynosi 95 kilometrów 004 metry i został ustanowiony przez Dariusza Nożyńskiego podczas mistrzostw w 2022 w Chorzowie.

## Medaliści
| NR – rekord kraju |

| Mistrzostwa   | 1. miejsce                             | Rezultat    | 2. miejsce                                       | Rezultat    | 3. miejsce                                       | Rezultat    |
| Chorzów 2022  | Dariusz Nożyński RK Athletics Warszawa | 95 km 004 m | Andrzej Piotrowski WKS Wawel Kraków              | 88 km 020 m | Filip Jańczak Orkan Środa Wielkopolska           | 84 km 846 m |
| Warszawa 2024 | Dariusz Nożyński RK Athletics Warszawa | 93 km 675 m | Mateusz Dajnowski MKS Chojniczanka Chojnice 1930 | 85 km 366 m | Jacek Dudek UKS Lider Siercza                    | 84 km 011 m |
| Warszawa 2025 | Andrzej Piotrowski WKS Wawel Kraków    | 89 km 356 m | Tomasz Kozłowicz MKS Siechnice                   | 87 km 256 m | Mateusz Dajnowski MKS Chojniczanka Chojnice 1930 | 85 km 695 m |

## Klasyfikacja medalowa
W historii mistrzostw Polski seniorów na podium tej imprezy stanęło w sumie 6 zawodników.
| Lp. | Zawodnik           | Złoto | Srebro | Brąz | Razem |
| 1.  | Dariusz Nożyński   | 2     | 0      | 0    | 2     |
| 2.  | Andrzej Piotrowski | 1     | 1      | 0    | 2     |
| 3.  | Mateusz Dajnowski  | 0     | 1      | 1    | 2     |
| 4.  | Tomasz Kozłowicz   | 0     | 1      | 0    | 1     |
| 5.  | Filip Jańczak      | 0     | 0      | 1    | 1     |
| 5.  | Jacek Dudek        | 0     | 0      | 1    | 1     |